# Celera Barnes
Celera Barnes (2 de diciembre de 1998) es una deportista estadounidense que compite en atletismo, especialista en las carreras de velocidad. Ganó una medalla de oro en los Relevos Mundiales 2024, en la prueba de 4 × 100 m.

## Palmarés internacional
| Relevos Mundiales | Relevos Mundiales | Relevos Mundiales | Relevos Mundiales |
| Año               | Lugar             | Medalla           | Prueba            |
| ----------------- | ----------------- | ----------------- | ----------------- |
| 2024              | Nasáu (Bahamas)   | Medalla de oro    | 4 × 100 m         |